# Flip (saut)
Pour les articles homonymes, voir Flip.
Ne doit pas être confondu avec Flip flap (gymnastique).
Le flip est un saut piqué en patinage artistique. Partant d'une carre arrière intérieure, le pied piqueur reçoit le poids du corps et propulse le patineur en l'air. La réception se fait sur une carre arrière extérieure, sur le même pied piqueur.
On dénote d'autres variantes de ce saut dont :
- back flip, où le patineur effectue un salto en l'air ;
- full flip (ou Tornado), où le patineur réalise un salto avec une vrille ;
- demi-flip, où le patineur effectue une demi-rotation, atterrissant sur la pointe de la griffe en avant ;
- flip écarté, où le patineur réalise une position d'écart complet avant de compléter la rotation.